# Giuseppe Veneziano
Giuseppe Veneziano (1971 Mazzarino, CL) es un artista italiano, considerado uno de los principales exponentes del Neo-pop  de su país.
Después de obtener el título de arquitecto en la Universidad de Palermo, comenzó su carrera como arquitecto y al mismo tiempo también como dibujante e ilustrador para varias revistas y periódicos de su región.
En 2002 se mudó al norte de Italia, a Milán para dedicarse a la pintura y la enseñanza. En 2004, sus obras se exhibían por primera vez y una de sus obras se publicó en la revista especializada "Flash Art". En 2006 creó la exposición titulada "American Beauty". La muestra, que incluía pinturas controvertidas, en su mayoría retratos de celebridades, se convirtió en tema de debate en los medios. 
En 2010 recibió su primera exposición antológica titulada "Zeitgeist". También en este caso, el boom de los medios invierte casi todos los medios.